# 수라 (쿠란)
수라(아랍어: سورة)는 "꾸란의 장"에 대한 아랍어 표기이다. 이는 보통 메디나 수라와 메카 수라로 구분되나 그 구분은 확실하지 않다. 모든 수라는 아야(آية), 즉 절로 나뉜다.

## 수라의 목록
114개의 수라는 다음과 같다. 이때 "알"은 정관사이고, 그에 따라, 예를 들면 "알 진"은 "정령 장"이라는 뜻을 가진다. 
1. 알 파티하, 또는 개경장
2. 알 바카라
3. 알 이므란
4. 안 니사
5. 알 마이다
6. 알 아남
7. 알 아라프
8. 알 안파르
9. 앗 타우바
10. 유누스
11. 후드
12. 요셉
13. 알 라드
14. 아브라함
15. 알 히즈르
16. 안 나흐르
17. 알 이스라
18. 알 까흐프
19. 마리아
20. 따하
21. 알 안비야
22. 알 하즈
23. 알 무미눔
24. 알 누르
25. 알 푸르깐
26. 아쉬 슈아라
27. 안 나믈
28. 알 까사스
29. 알 안카부트
30. 알 룸
31. 루끄만
32. 아스 싸즈다
33. 알 아흐잡
34. 싸바아
35. 파티르
36. 야 씬
37. 아스 사파트
38. 사드
39. 아즈 주마르
40. 가피르
41. 푸실라트
42. 아쉬 슈 라
43. 아즈 주크루프
44. 아드 두칸
45. 알 자씨야
46. 알 아흐까프
47. 무함마드
48. 알 파트흐
49. 알 후즈라트
50. 까프
51. 아즈 자리야트
52. 앗 뚜르
53. 안 나즘
54. 알 까마르
55. 알 라흐만
56. 알 와끼야
57. 알 하디드
58. 알 무자달라
59. 알 하쉬르
60. 알 뭄타하나
61. 아스 사프
62. 알 주므아
63. 알 무나피쿤
64. 앗 타가분
65. 앗 딸라크
66. 앗 타흐림
67. 알 물크
68. 알 깔람
69. 알 하까
70. 알 마아리즈
71. 노아
72. 알 진
73. 알 무잠밀
74. 알 무다씨르
75. 알 끼야마
76. 알 인싼
77. 알 무르쌀라트
78. 안 나바아
79. 안 나지아트
80. 아바싸
81. 앗 타크위르
82. 알 인피따르
83. 알 무따피핀
84. 알 인쉬까끄
85. 알 부루즈
86. 알 따리끄
87. 알 알라
88. 알 가쉬야
89. 알 파즈르
90. 알 발라드
91. 아쉬 샴쓰
92. 알 라일
93. 알 두하
94. 알 인샤르흐
95. 앗 틴
96. 알 알라끄
97. 알 까드르
98. 알 바이아나
99. 알 질잘
100. 알 아디야트
101. 알 까리아
102. 앗 타카쑤르
103. 알 아스르
104. 알 후마자
105. 알 필
106. 꾸라이쉬
107. 알 마운
108. 알 카우싸르
109. 알 카피룬
110. 안 나수르
111. 알 마싸드
112. 알 이클라쓰
113. 알 팔라끄
114. 안 나쓰